# (1509) Esclangona
(1509) Esclangona est un astéroïde binaire de la ceinture principale. Il a été découvert le 21 décembre 1938 par l'astronome français André Patry à Nice. Sa désignation initiale fut 1938 YG. Il fut dénommé Esclangona en l'honneur de l'astronome français Ernest Esclangon.
Cet astéroïde a un diamètre de 12 kilomètres.
Esclangona a une petite lune, provisoirement nommée S/2003 (1509) 1, qui mesure 4 km de diamètre et orbite autour de l'astéroïde principal à une distance moyenne de 140 km.